# 科伊帕薩湖
科伊帕薩湖（西班牙語：Lago Coipasa / Salar de Coipasa）是玻利維亞的湖泊，由奧魯羅省負責管轄，位於波托西省的烏尤尼鹽沼西北方23公里，距離波波湖數百公里，毗鄰與智利接壤的邊境，面積806平方公里，海拔高度3,657米，最大水深3.5米。

## 外部連結
- Archive.today的存檔，存档日期2013-04-15